# 北京旭鑫印务
北京旭鑫印务有限公司，原名北京旭鑫印刷厂、中国人民解放军第1202工厂，是一家位于中华人民共和国北京市东城区宝钞胡同9号的印刷企业。
1949年初，中国人民解放军进入北平，十几家随部队进入北平的小型印刷厂合并成立五三六工厂，后改名中国人民解放军第1202工厂。厂区占地面积5.9万平方米，建筑面积超过2万平方米。1997年，1202工厂改制划归地方，改名北京旭鑫印刷厂，归属中国智宝投资总公司。2009年4月，中国智宝投资总公司将北京旭鑫印刷厂转让。